# Wola Wereszczyńska
Wola Wereszczyńska – wieś w Polsce położona w województwie lubelskim, w powiecie włodawskim, w gminie Urszulin.
| SIMC    | Nazwa     | Rodzaj    |
| ------- | --------- | --------- |
| 0109100 | Podołże   | część wsi |
| 1025901 | Szałowiły | część wsi |

W latach 1867–1944 miejscowość była siedzibą gminy Wola Wereszczyńska. W latach 1975–1998 miejscowość administracyjnie należała do województwa chełmskiego.
Wieś jest sołectwem w gminy Urszulin. Według Narodowego Spisu Powszechnego z roku 2011 wieś liczyła 110 mieszkańców.
Miejscowość jest siedzibą rzymskokatolickiej parafii św. Izydora.

## Historia

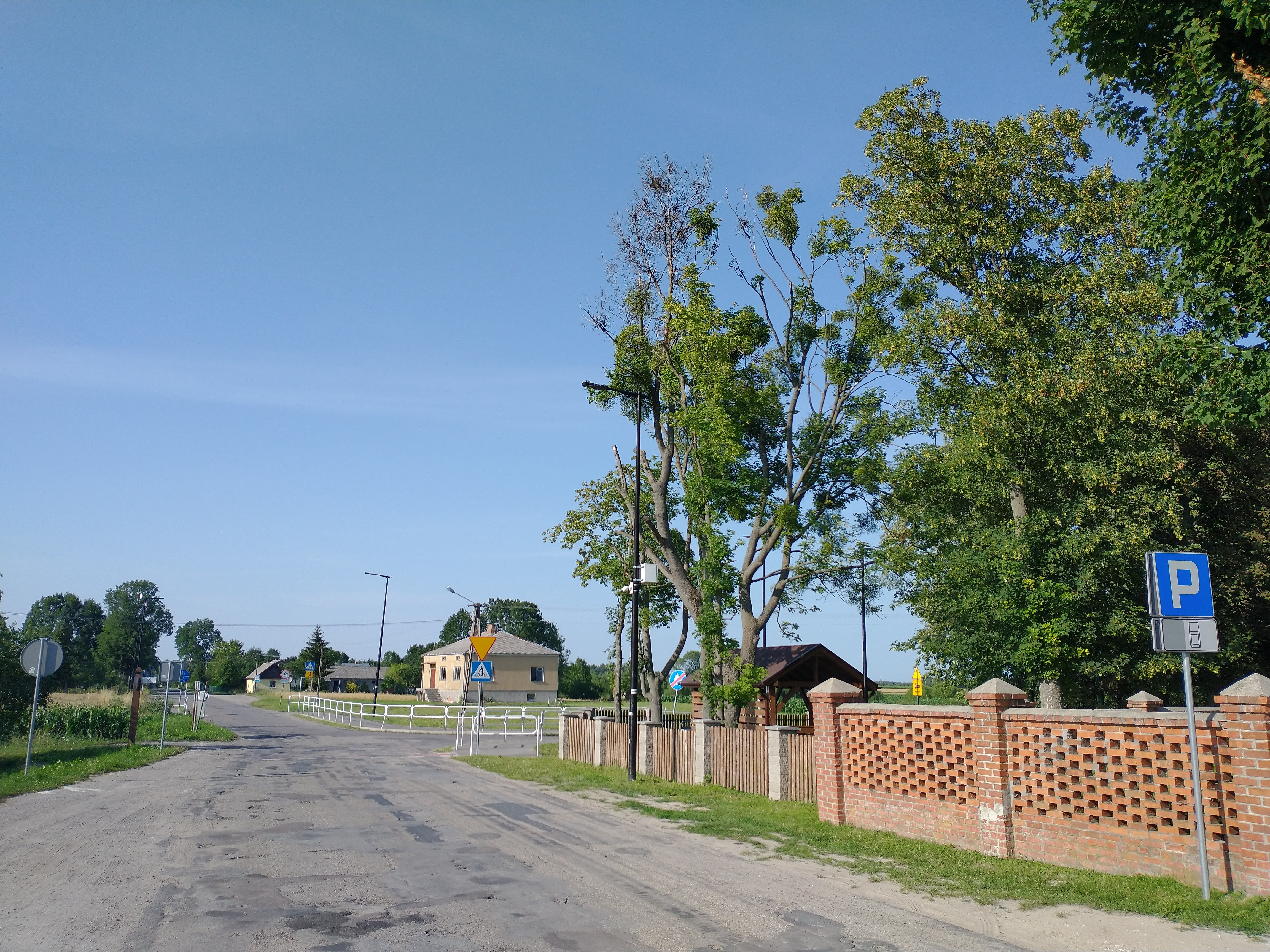
Fragment wsi

Według Słownika geograficznego Królestwa Polskiego z roku 1893 – Wereszczyńska Wola, wieś nad jeziorem Dołhe, w powiecie włodawskim, gminie Wola Wereszczyńska, parafii Wereszczyn. Wieś leży  o 10 wiorst na północny zachód od Wereszczyna, otoczona wieńcem jezior, pośród bagien i trzęsawisk.
Jeziora te otaczają wieś ze strony południowo-zachodniej i zachodniej. Wśród nich znaczne są: Karaśne, Łukie, Blizne, Dołhie, Dolne. Wieś liczyła w roku 1893 55 domów, 381 mieszkańców i 1754 mórg gruntu. Według spisu z roku 1827 były tu 43 domy zamieszkałe przez 272 mieszkańców. 
Wereszczyńska-Wola jako gmina, graniczyła w 1893 roku z gminami Uścimów, Turno i Hańsk. Wtedy gminę zamieszkiwało 7267 mieszkańców (3383 prawosławnych 2070 katolików, 1211 ewangelików i 285 żydów), rozległość gruntów gminnych wynosiła 32845 mórg. Sąd gminny okręgu III i stacja pocztowa znajdowały się we wsi Wołoska Wola oddalonej o 5 wiorst. 
W drugiej połowie XIX wieku w skład gminy wchodziły: Daleki Kąt, Dębowiec, Dominiczyn, Helenin, Jagodno, Jędrzejów, Józefin, Komarówka, Kozubata, Lejno, Lipniak, Łomnica, Łysocha, Małków, Michelsdorf, Przymiarki, Selików, Urszulin, Wielkopole, Wicencin, Wereszczyn, Wereszczyńska Wola, Wujek, Wytyczno, Wytycka Wola, Zabrodzie, Zagłębokie, Załęcze, Zamłyniec, Zastawie, Zawadówka, Zeńki i Zbójno.
Kościół we wsi istniał już w 1740 roku. Następny budynek kościoła wybudowano w 1840 roku. Spalił się po 1893 roku. Kolejny kościół drewniany zbudowano w 1919 roku już jako cerkiew prawosławną na miejscu dawnego unickiego. Parafia katolicka została utworzona w 1922 roku. Obecny kościół parafialny jest murowany, został wybudowany w latach 1956–1962, staraniem ks. Bolesława Krzywca. Styl neobarokowy. Księgi metrykalne od 1922 roku. Kronika parafialna od 1992 roku.

## Odznaczenia
- Krzyż Partyzancki (1980)[10]